# Gornji Lipovčani
Gornji Lipovčani je naselje u Republici Hrvatskoj, u sastavu Grada Čazme, Bjelovarsko-bilogorska županija. 

## Stanovništvo
Prema popisu stanovništva iz 2001. godine, naselje je imalo 110 stanovnika te 36 obiteljskih kućanstava.

Prema popisu stanovništva 2011. godine naselje je imalo 103 stanovnika.
| broj stanovnika | 496   | 460   | 452   | 487   | 509   | 496   | 456   | 471   | 242   | 243   | 182   | 164   | 135   | 120   | 110   | 103   | 71    |
|                 | 1857. | 1869. | 1880. | 1890. | 1900. | 1910. | 1921. | 1931. | 1948. | 1953. | 1961. | 1971. | 1981. | 1991. | 2001. | 2011. | 2021. |